# الدوري السويدي الدرجة الثانية 1925–26
الدوري السويدي الدرجة الثانية 1925–26 (بالسويدية: Division II i fotboll 1925/1926)‏ هو موسم من الدوري السويدي الدرجة الثانية. فاز فيه نادي ساندفيكين.